# Жигунов Сергій Вікторович
Сергій Вікторович Жигунов  (рос. Серге́й Ви́кторович Жигуно́в; (2 січня 1963 , Ростов-на-Дону ) — радянський і російський актор, кінорежисер, кінопродюсер, сценарист, пропагандист. Заслужений артист Російської Федерації (1995). 
Путініст. Фігурант бази даних центру «Миротворець» за неодноразове незаконне відвідування тимчасово окупованого Криму. У 2022 році підтримав вторгнення Росії в Україну.

## Життєпис
Народився 2 січня 1963 року в Ростові-на-Дону.
Закінчив акторський факультет Театрального училища ім. Б. Щукіна (1986). Генеральний директор ТО «Студія Шанс», продюсер телесеріалів: «Королева Марго», «Графиня де Монсоро» (1997) та ін.
У кіно і серіалах зіграв більше п'ятдесяти ролей («Гардемарини, вперед!» (1987, Олександр Бєлов (озвучив О. Меньшиков') «Віват, гардемарини!» (1991, Олександр Бєлов (озвучив О. Домогаров), «Королева Марго» (1997, Аннібал де Коконнас), «Моя прекрасна нянька» (2004—2009, Максим Вікторович Шаталін) тощо).
Грав в українських стрічках: «Два гусари» (1984), «Фатальні діаманти» (1992), «Серця трьох» (1992), «Принцеса на бобах» (1997, Приз фестивалю російського кіно, Онфлер, 1997).
2022—2023 року зняв пропагандистський фільм для дітей «Три друга, скарб і матрос Кішка» в анексованому РФ Криму, зокрема в Севастополі, Ялті та Гурзуфі.

### Особисте життя
- Колишня дружина — Вікторія Новікова (до 2007)[3]
- Дружина — Вікторія Ворожбит (з 2021)[4]

## Санкції
Публічно закликав до агресивної війни, виправдовував і визнавав законною збройну агресію Росії проти України.
6 січня 2023 року, через вторгнення Росії в Україну, внесений до списку санкцій України, передбачається блокування активів на території країни, припинення виконання економічних і фінансових зобов'язань, припинення культурних обмінів і співпраці, позбавлення українських держнагород.

## Фільмографія
- 1983 — Клятвенний запис — Свечін
- 1983 — Визнати винним — Андрій
- 1984 — Два гусари — Михайло Васильович Ільїн
- 1984 — Доручити генералу Нестерову...nbsp;— Клочков
- 1984 — Шанс — Олександр Грубін
- 1985 — Валентин і Валентина — Карандашов, студент
- 1985 — Увага! Всім постам ... — напарник Віктора Кольцова
- 1985 — Заповіт — Іван Крилов
- 1985 — Право любити
- 1985 — Страховий агент — хлопець в метро
- 1986 — По головній вулиці з оркестром — Жигунов, лейтенант міліції
- 1986 — Остання дорога — Василь Чичерін, корнет
- 1987 — Гардемарини, вперед! — Олександр Бєлов
- 1988 — Пілоти — Володимир Матюхін, молодший лейтенант
- 1989 — Лава — російський офіцер у сцені «Бал у сенатора»
- 1989 — Поїздка у Вісбаден — Дмитро Санін
- 1990 — Підземелля відьом — Андрій Брюс
- 1991 — Віват, гардемарини! — Олександр Бєлов
- 1991 — СекСказка — Макс
- 1992 — А ось і я… (короткометражний)
- 1992 — Фатальні діаманти
- 1992 — Річард Левине Серце — Кеннет, лицар Шотландський
- 1992 — Серця трьох — Генрі Морган
- 1993 — Лицар Кеннет — Кеннет, лицар Шотландський
- 1996 — Королева Марго — граф де Коконнас
- 1997 — Принцеса на бобах — Дмитро Пупков
- 2000 — Новий рік у листопаді — Назар Величко
- 2001—2002 — Ніро Вульф і Арчі Гудвін — Арчі Гудвін
- 2002 — Вовочка — епізод
- 2003 — Пан або пропав — Дмитрович «Веласкес»
- 2003 — Вбити вечір — Віктор
- 2004 — Гра на вибування — Ілля Борисович Молотов, банкір
- 2004 — Кадети — учитель
- 2004 — Нові пригоди Ніро Вульфа і Арчі Гудвіна — Арчі Гудвін
- 2004—2008 — Моя прекрасна нянька — Максим Вікторович Шаталін, продюсер
- 2005 — Зірка епохи — Анатолій Сєдов, льотчик
- 2006 — Мій генерал — Федір Тучков
- 2006 — Саквояж зі світлим майбутнім — Марков, книжковий видавець
- 2007 — Шекспіру і не снилося — Мавродій
- 2008 — Заповіт ночі — лорд Редкліф
- 2008 — Нова Земля — полковник
- 2009 — Десять зим — Федір
- 2010 — Рита — Андрій Сергійович
- 2010 — Щастя за контрактом — Сергій Павлович Одинцов, олігарх
- 2011 — Про нього — Денис, музичний продюсер
- 2011 — Відкрийте, це я — Оскар
- 2011 — Піраньї — Віктор Сергійович Лесницький
- 2012 — Вероніка. Втрачене щастя — Парменков
- 2012 — Одного разу в Ростові — Сергій Миколайович Колесников, майор КДБ
- 2012 — Перці — Сергій, артист
- 2013 — Вероніка. Втікачка — Парменков
- 2013 — Справа честі — Вадим Євгенович Садальський, олігарх
- 2013 — Скліфосовський — Саша, чоловік Марини Нарочінської
- 2013 — Торговий центр — Едуард Олександрович Фадєєв, власник торгового центру
- 2014 — Професіонал — Антон Чуб, міжнародний торговець зброєю
- 2014 — Таємниця чотирьох принцес — Король
- 2014 — Дізнайся мене, якщо зможеш — Сергій Володимирович Войцеховський
- 2015 — Обраниця — Віктор, психіатр
- 2016 — Втікачі родичі — Борис Андрійович Чуйкин

### Режисер, сценарист
- 2013 — Три мушкетери

### Продюсер
- 1992 — Серця трьох
- 1992 — Чорний квадрат
- 1996 — Королева Марго
- 1997 — Графиня де Монсоро
- 1997 — Принцеса на бобах
- 1998 — Сьомий перстень чаклунки
- 1999 — Що сказав небіжчик
- 2000 — Місяцем був повний сад
- 2000 — Новий рік у листопаді
- 2001—2002 — Ніро Вульф і Арчі Гудвін
- 2002 — Вовочка
- 2003 — Колодязь (короткометражний)
- 2003 — Пан або пропав
- 2004 — Кадети
- 2004 — Нові пригоди Ніро Вульфа і Арчі Гудвіна
- 2006 — З полум'я і світла
- 2006 — Викрадення горобця
- 2007 — Гальмівний шлях
- 2007 — Шекспірові і не снилося
- 2008 — Заповіт ночі
- 2011 — Про нього
- 2011 — Піраньї
- 2012 — Одного разу в Ростові
- 2013 — Горюнов
- 2013 — Доктор Смерть
- 2013 — Три мушкетери
- 2014 — Чуже
- 2015 — Гастролери